# Gyöngyösmellék, Baranya
Gyöngyösmellék este un sat în districtul Szigetvár, județul Baranya, Ungaria, având o populație de 316 locuitori (2011). 

## Demografie
Componența etnică a satului Gyöngyösmellék
     Maghiari (74,41%)
     Romi (25,59%)
Componența confesională a satului Gyöngyösmellék
     Romano-catolici (58,54%)
     Reformați (15,19%)
     Fără religie (8,86%)
     Necunoscută (17,41%)
     Alte religii (4,43%)
Conform recensământului din 2011, satul Gyöngyösmellék avea 316 locuitori. Din punct de vedere etnic, majoritatea locuitorilor (74,41%) erau maghiari, cu o minoritate de romi (25,59%).  Din punct de vedere confesional, majoritatea locuitorilor (58,54%) erau romano-catolici, existând și minorități de reformați (15,19%) și persoane fără religie (8,86%). Pentru 17,41% din locuitori nu este cunoscută apartenența confesională.